# Moa
Moa (Dinornithidae) byli obří nelétaví ptáci, kteří žili ještě v historické době na území Nového Zélandu včetně Stewartova ostrova. Jsou příkladem relativně nedávno vyhubených výrazných druhů obratlovců. Poslední žijící exempláře tohoto velkého nelétavého ptáka pravděpodobně existovaly kolem poloviny 15. století našeho letopočtu.

## Charakteristika
Na rozdíl od ostatních běžců neměli moa vyvinutá křídla. Z patnácti druhů lišících se velikostí je nejznámější Dinornis robustus a Dinornis novaezelandiae, kteří dosahovali výšky asi 3,6 m a hmotnosti kolem 230 až 380 kg. V lesním ekosystému Nového Zélandu patřili k dominantním býložravcům. Hlavní součást jejich potravy tvořily listy, větvičky a ovoce a jejich ekologické interakce s prostředím jsou rekonstruovány teprve v poslední době.

## Historie
Některé výzkumy ukazují, že původní domovinou tohoto ptáka je Stewartův ostrov (Rakiura).

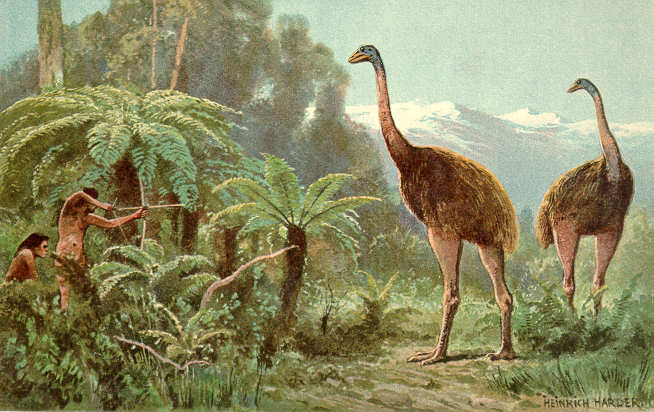
Malba Heinricha Hardera zachycuje Maory při lovu moa (Maorové nicméně luk a šíp neznali)

Přestože se předpokládá, že moa vyhynuli kolem roku 1300 až 1440, podle některých spekulací mohlo několik jedinců rodu Megalapteryx didinus přežívat v odlehlých oblastech Nového Zélandu do 18. či dokonce do 19. století. Když kolem roku 1280 na ostrov dorazili Maorové, čítala populace ptáků moa ještě asi 58 000 jedinců. Postupným odlovem však jejich početní stavy klesaly a zhruba za 150 až 200 let vyhynuli moa úplně. Hlavním viníkem je v tomto případě právě člověk.
I když jejich počty klesaly pravděpodobně již před započetím kolonizace ostrova, za jednu z hlavních příčin jejich vyhynutí se v současnosti považuje lov a kácení lesů způsobené Polynézany (Maory), kteří se na Novém Zélandu usadili o stovky let dříve. Před příchodem kolonizátorů ze západu lovili ptáky Moa také orli Haastovi.
Maoři sice evropským osadníkům o obřích ptácích, již dříve obývali nížiny a údolí, a které nazvali Moa, vyprávěli, Evropané však po jejich existenci v raných etapách kolonizace Nového Zélandu nijak nepátrali. Je možné, že první pozorování ptáků moa (resp. objevování jejich subfosilních pozůstatků) Evropany proběhlo dříve, než se doposud předpokládalo.

## Moderní historie
V roce 1839 získal obchodník a nadšenec do historie přírody John W. Harris od jednoho z Maorů neobvyklou kost nalezenou na říčním břehu. Harris tento 15 cm dlouhý úlomek ukázal svému strýci Johnu Ruleovi, sydneyskému chirurgovi, jenž ji následně poslal Richardu Owenovi, který tehdy pracoval u chirurgické společnosti v Londýně. Owen o nálezu informoval biology, anatomy a paleontology Britského muzea.

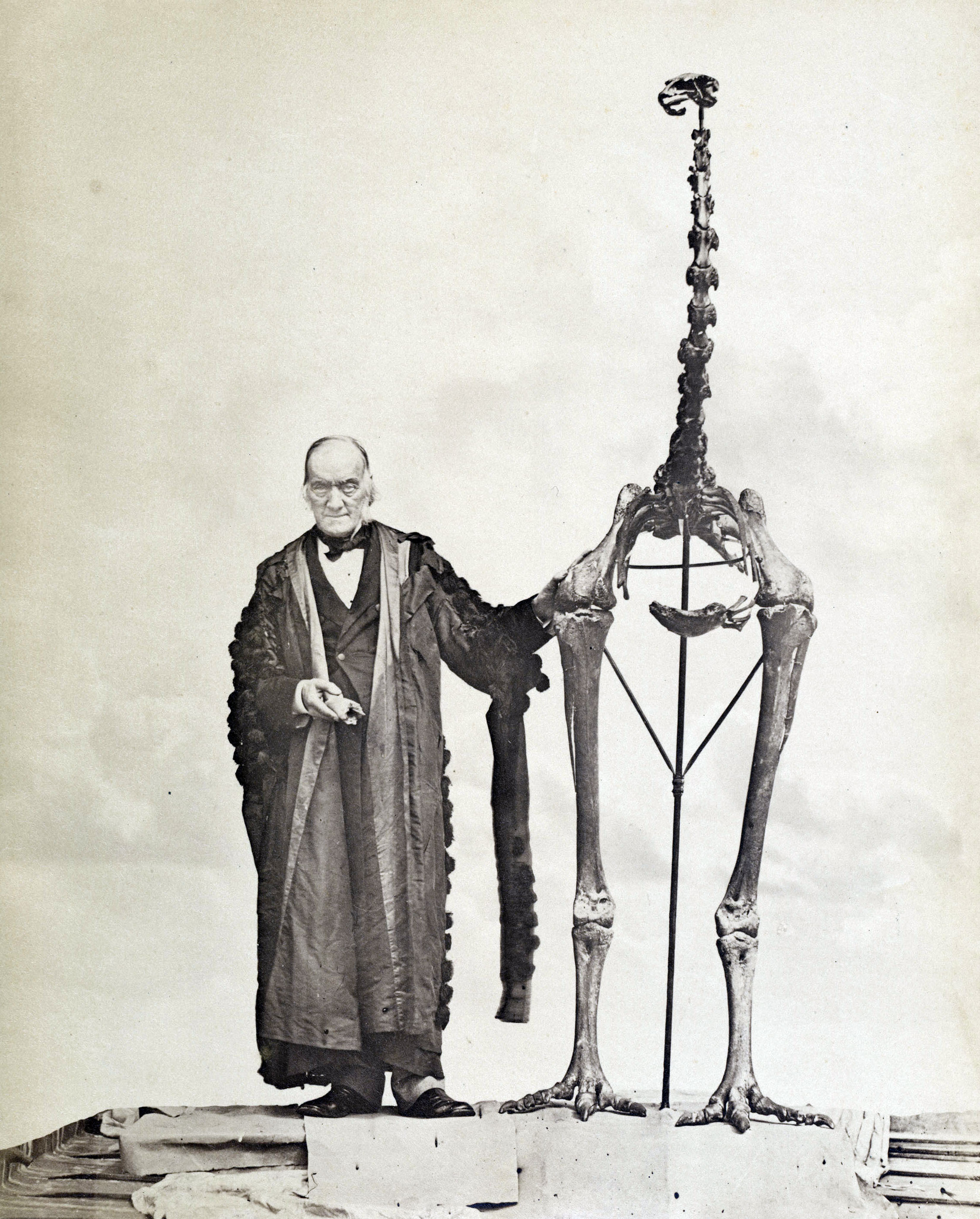
Richard Owen u kostry Moa

Owen strávil zkoumáním kosti téměř čtyři roky. Předpokládal, že šlo o úlomek stehenní kosti velkého zvířete, byla však neobvykle lehká a netypicky strukturovaná. Owen skeptické vědecké komunitě a veřejnosti oznámil, že se jedná o kost vyhynulého obřího ptáka podobného pštrosovi a pojmenoval jej Dinornis. Přestože zpočátku se svou teorií sklízel výsměch, později se díky častým nálezům kosterních pozůstatků ptáků moa na Novém Zélandu ukázalo, že se nemýlil, a také se kostru moa podařilo zrekonstruovat. Na počátku 21. století byl zmapován také genom vyhynulého ptáka moa.
V současnosti (k roku 2020) novozélandská vláda zvažuje opatření proti ilegálnímu obchodu s načerno vykopanými fosiliemi a subfosiliemi ptáků moa, prodávanými následně na černých trzích s fosiliemi.